# Vikingabyn Storholmen
Vikingabyn Storholmen är ett arkeologiskt friluftsmuseum beläget i östra Uppland i byn Svanberga strax norr om Norrtälje. Museet grundades 1995 och drivs av en stiftelse. Vikingabyn Storholmen är ett icke vinstdrivande museum som bedriver en bred verksamhet för barn och vuxna sedan 1996. Museet arbetar med att tolka och levandegöra vikingatiden på ett handgripligt och levande sätt för allmänheten. I museet finns sju hus utförda i olika slags vikingatida byggnadstekniker. En stor långhall med spåntak invigdes 2019. Museet har också en smedja, kokhus med grillplats, örtagårdar, runstenar och två vikingatida båtrekonstruktioner.